# بخش مرکزی شهرستان چرام
بخش مرکزی شهرستان چرام یکی از بخش‌های شهرستان چرام در استان کهگیلویه و بویراحمد ایران است.

## تقسیمات کشوری
- بخش مرکزی شهرستان چرام
  - دهستان چرام
  - دهستان الغچین

شهرها: چرام

## جمعیت
بنابر سرشماری مرکز آمار ایران، جمعیت بخش مرکزی شهرستان چرام در سال ۱۳۹۰ برابر با ۳۲٬۱۵۹ نفر بوده است.